# Женитьба (альбом)
«Женитьба» — совместный студийный альбом рок-группы «Рада и Терновник» и фольклорного ансамбля «Ясный день», изданный в 2005 году.

## Список композиций
| №                   | Название                                                           | Длительность |
| ------------------- | ------------------------------------------------------------------ | ------------ |
| 1.                  | «А придёт пора / У колодезя вода*»                                 | 3:08         |
| 2.                  | «Стрела*»                                                          | 1:25         |
| 3.                  | «Бьют ключи подземные»                                             | 2:16         |
| 4.                  | «Дубровушка* / Я расскажу тебе о том / Ты заря*»                   | 6:56         |
| 5.                  | «А не быть ветрам / Говорили говорили»                             | 6:42         |
| 6.                  | «Выходил князь молодой*»                                           | 2:24         |
| 7.                  | «А не что-то всё исчезло / Невелика птица, пташица*»               | 5:27         |
| 8.                  | «Положу я тоску-горе*»                                             | 2:20         |
| 9.                  | «Душенька»                                                         | 2:18         |
| 10.                 | «Соловей, мой соловей*»                                            | 1:40         |
| 11.                 | «Женитьба»                                                         | 2:34         |
| 12.                 | «Играй играй, скоморошничек*»                                      | 2:38         |
| 13.                 | «Соловейка* / Этническая / На гряной неделе* / Груня* / У Егорья*» | 8:27         |
| Общая длительность: | Общая длительность:                                                | 48:15        |

| №                   | Название                           | Длительность |
| ------------------- | ---------------------------------- | ------------ |
| 1.                  | «А Придёт Пора / У колодезя вода*» | 2:57         |
| 2.                  | «Бьют ключи подземные»             | 2:17         |
| Общая длительность: | Общая длительность:                | 5:14         |

(*) — народные песни

## Участники записи
| Рада и Терновник - Рада — вокал - Владимир Анчевский — гитара - Игорь Черных — бас-гитара - Кирилл Россолимо — барабаны | Ясный день - Наталья Иванова, Алла Макарова, Марина Косаримова — вокал |